# Bob Crawford (Leichtathlet)
Bob Crawford (eigentlich Robert Crawford; * 21. Januar 1899 in Belfast; † 18. Mai 1970 in Frankenmuth) war ein US-amerikanischer Langstreckenläufer britischer Herkunft.
Bei den Olympischen Spielen 1920 in Antwerpen kam er im Crosslauf auf den 40. Platz.